# 풀 사이즈 카

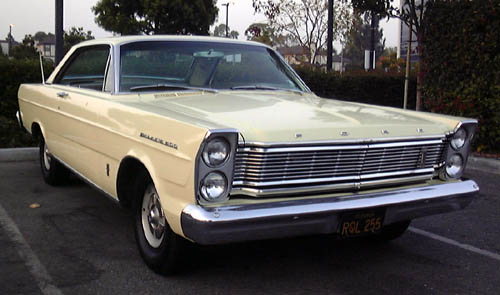
1965~1968년 포드 갤럭시 LTD

풀 사이즈 카(full-size car) 또는 대형차(large car)는 미국에서 유래된 차격으로, 중형차보다 큰 차에 사용된다. 승용차 중 가장 큰 크기 등급이다. 영국에서는 이 등급을 이그제큐티브 카(executive car)라고 하며, 유럽에서는 E-세그먼트 또는 F-세그먼트라고 한다.

## 현재 정의
미국 환경보호청(EPA)의 1977년 및 이후 모델 연도 연비 규정(1996년 7월)에는 자동차 등급에 대한 정의가 포함되어 있다. 승객과 화물의 합산 용량을 기준으로, 대형차(풀사이즈 카)는 세단 모델의 경우 내부 용적 지수가 120cu ft(3.4m³) 이상, 스테이션 왜건의 경우 160cu ft(4.5m³) 이상인 것으로 정의된다.

## 엔진
1930년대 포드 플랫헤드 V8 엔진이 출시된 이후 1980년대까지 북미산 대형차 대부분은 V8 엔진을 사용했다. 그러나 V6 엔진과 6기통 직렬 엔진도 미국산 대형차에 사용되었으며, 특히 1950년대까지는 그랬고, 1980년대 대형차의 다운사이징 이후 점점 더 보편화되었다.

## 같이 보기
- 자동차 분류